# خاطرات بمبئی
خاطرات بمبئی (به هندی: Dhobi Ghat) فیلمی محصول سال ۲۰۱۱ و به کارگردانی کیران رائو است. در این فیلم بازیگرانی همچون عامر خان، مونیکا دوگرا، کریتی مالهوترا، پراتیک بابار، کیتو جیدوانی ایفای نقش کرده‌اند.